# Parawixia tomba
Parawixia tomba là một loài nhện trong họ Araneidae.
Loài này thuộc chi Parawixia. Parawixia tomba được Herbert Walter Levi miêu tả năm 1992.